# Ennomos tangens
Ennomos tangens là một loài bướm đêm trong họ Geometridae.